# MPHOSPH1
MPHOSPH1‏ (Kinesin family member 20B) هوَ بروتين يُشَفر بواسطة جين MPHOSPH1 في الإنسان.